# Palazzo Salviati (Pisa)
Palazzo Salviati a Pisa si trova tra via San Martino e via Kinzica de' Sismondi.

## Storia e descrizione
Oggi il palazzo, già della ricca famiglia fiorentina dei Salviati, presenta una facciata cinquecentesca risalente a dopo la conquista di Pisa da parte di Firenze, ma ingloba alcuni edifici più antichi risalenti al XII secolo.
In parte i resti di queste strutture medievali sono ancora visibili sul lato non intonacato sulla stretta via Kinzica, con un muro a pieno autoportante e monofore, in parte tamponate o riedificate, caratterizzate da archi a tutto sesto o ribassati.
Lo stemma dei Salviati è visibile sul portone d'ingresso, assieme a quello dei Da Caprona, precedenti proprietari dell'edificio. Nel cortile interno, porticato su un lato, sono visibili altri stemmi.

## Altre immagini

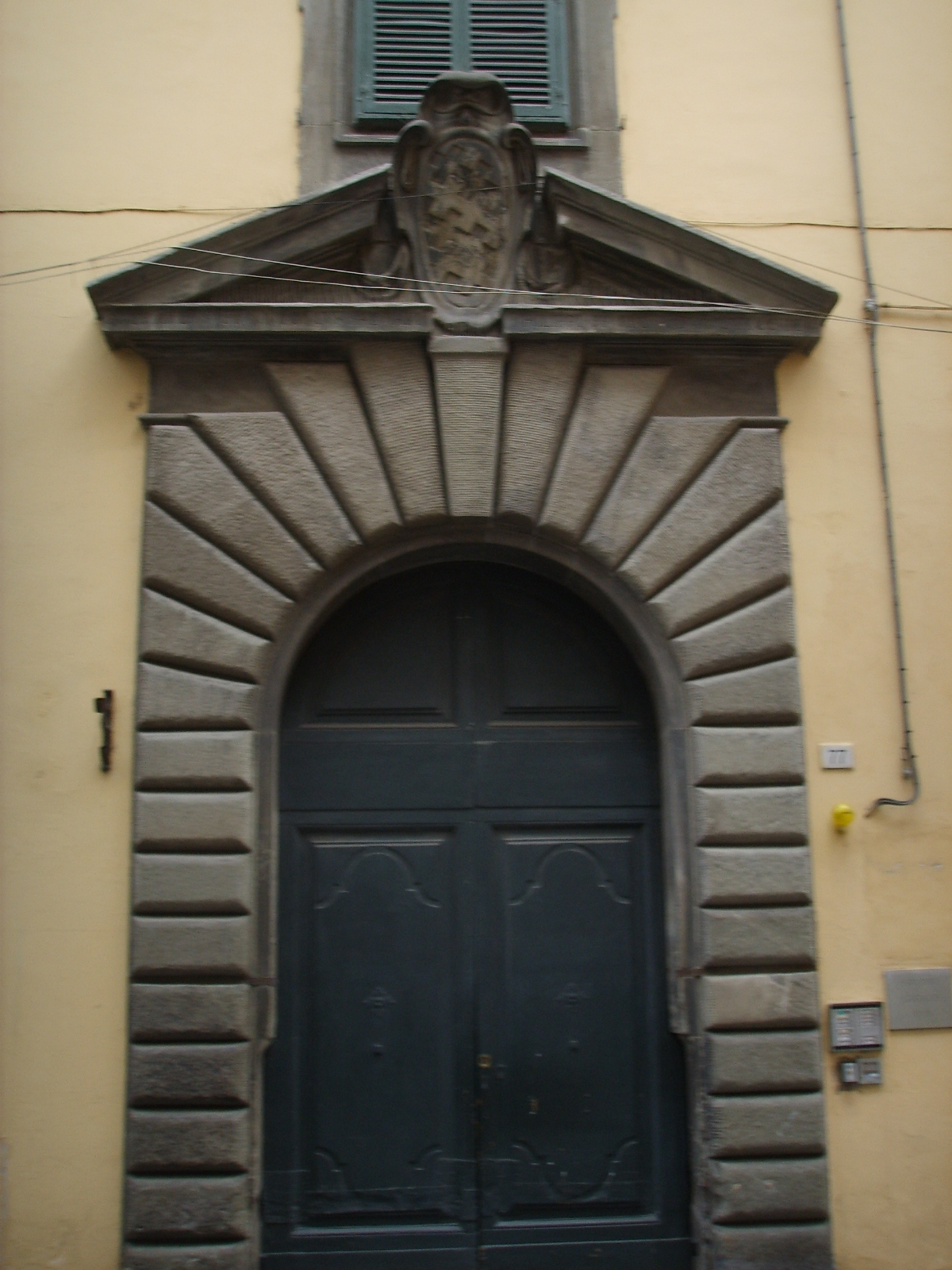
Il portale
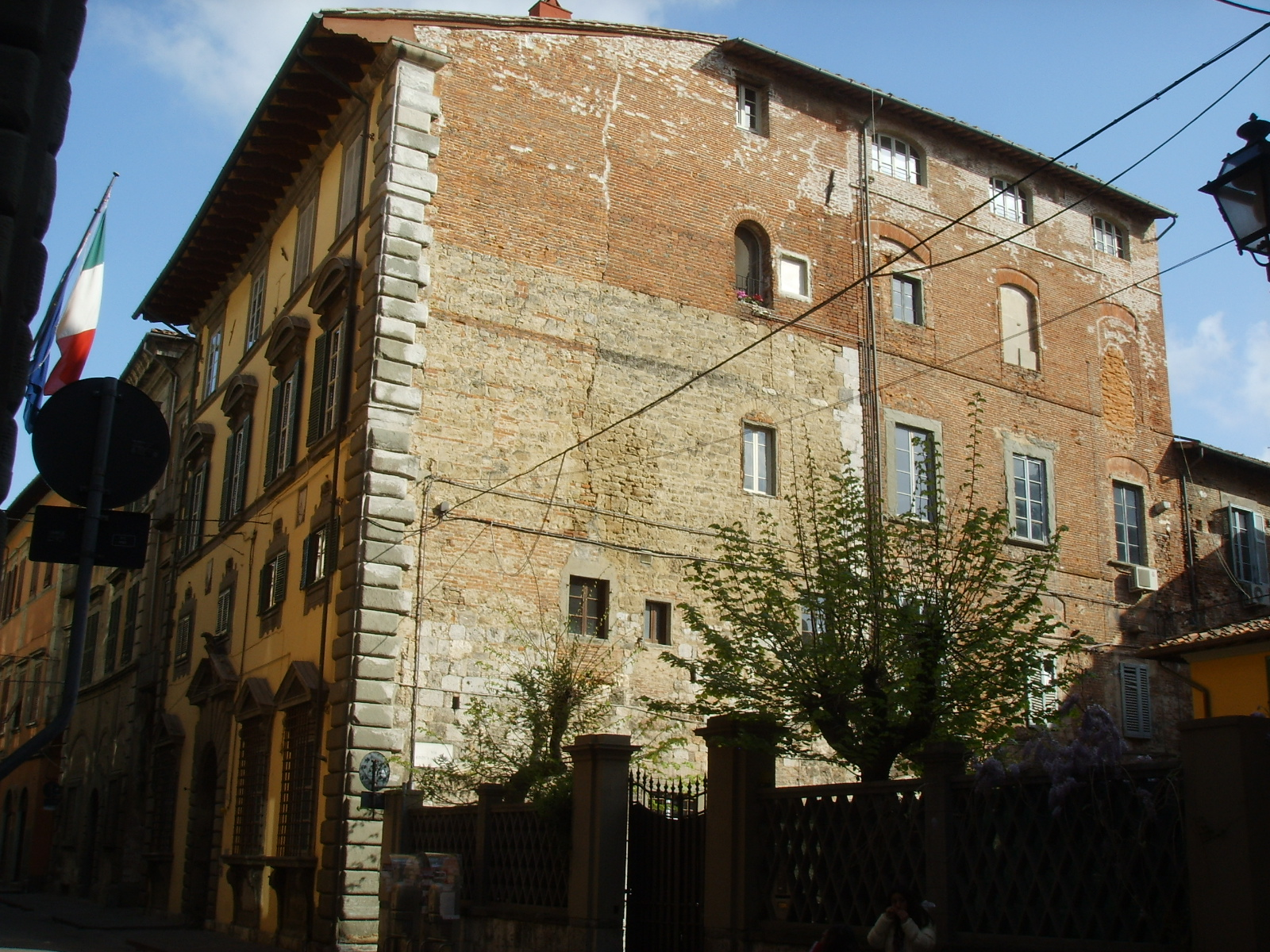
Il lato con la muratura medievale